# Stein (Odenthal)
Stein ist ein Wohnplatz in Unterodenthal in der Gemeinde Odenthal  im Rheinisch-Bergischen Kreis.

## Lage und Beschreibung
Stein liegt an der Dhünn nördlich von Odenthal. Entstanden ist die Ortschaft um eine Mühle, der Stein-Mühle bzw. Steinermühle. Daran erinnert die Straßenbezeichnung Mühlenweg. Die Ortschaft besteht – im Wesentlichen über Jahrhunderte unverändert – aus einem Ensemble von Fachwerkhäusern rund um die Mühle.
Die Mühle wurde durch den Steiner Siefen angetrieben, der unterhalb von Stein in die Dhünn mündet. Angrenzend an Stein liegt das Naturschutzgebiet Dhünnaue.

## Geschichte
Schon um das Jahr 1000 wurde Stein als erste Mühle des Odenthaler Herrenhofs erwähnt. Eine Mühle wurde 1467 von Johann von Quade, Herr auf Gut Strauweiler, erbaut. Die deshalb auch zeitweise Quadenmühle oder Quadtmühle genannte Mühle gehörte damit zu den Besitztümern der jeweiligen Herren auf Strauweiler. So wurde sie neben weiteren Höfen 1527 an Adam von Hall vererbt.
Aus einer erhaltenen Steuerliste von 1586 geht hervor, dass die Ortschaft Teil der Dorfhonschaft im Kirchspiel Odenthal war.
Auf der Topographia Ducatus Montani des Erich Philipp Ploennies, Blatt Amt Miselohe ist der Wohnplatz 1715 mit mühl bezeichnet.
Carl Friedrich von Wiebeking zeichnet die Hofschaft auf seiner Charte des Herzogthums Berg 1789 als Mühle ein. Aus ihr geht hervor, dass Stein zu dieser Zeit Teil von Unterodenthal in der Herrschaft Odenthal war.
Unter der französischen Verwaltung zwischen 1806 und 1813 wurde die Herrschaft aufgelöst und Stein wurde politisch der Mairie Odenthal im Kanton Bensberg zugeordnet. 1816 wandelten die Preußen die Mairie zur Bürgermeisterei Odenthal im Kreis Mülheim am Rhein.
Der Ort ist auf der Topographischen Aufnahme der Rheinlande von 1824 und auf der Preußischen Uraufnahme von 1840 als Stein verzeichnet. Ab der Preußischen Neuaufnahme von 1892 ist er auf Messtischblättern regelmäßig als Stein oder ohne Namen verzeichnet.
Die Ortslage gehörte seit jeher zur Pfarre Odenthal.
Eine Mühle selber wurde 1885 im Adressbuch noch vermerkt.
| Jahr | Einwohner | Wohn- gebäude | Kategorie              |
| ---- | --------- | ------------- | ---------------------- |
| 1822 | 25        |               | Mühle                  |
| 1830 |           |               | Mühle                  |
| 1845 | 19        | 3             | Wassermühle und Häuser |
| 1871 | 25        | 4             | Hofstelle              |
| 1885 | 11        | 4             | Wohnplatz              |
| 1895 | 20        | 3             | Wohnplatz              |
| 1905 | 16        | 4             | Wohnplatz              |

## Denkmalschutz
Das Ensemble um die Mühle ist unter den Nummern 52, 53 und 54 in der Liste der Baudenkmäler in Odenthal eingetragen.

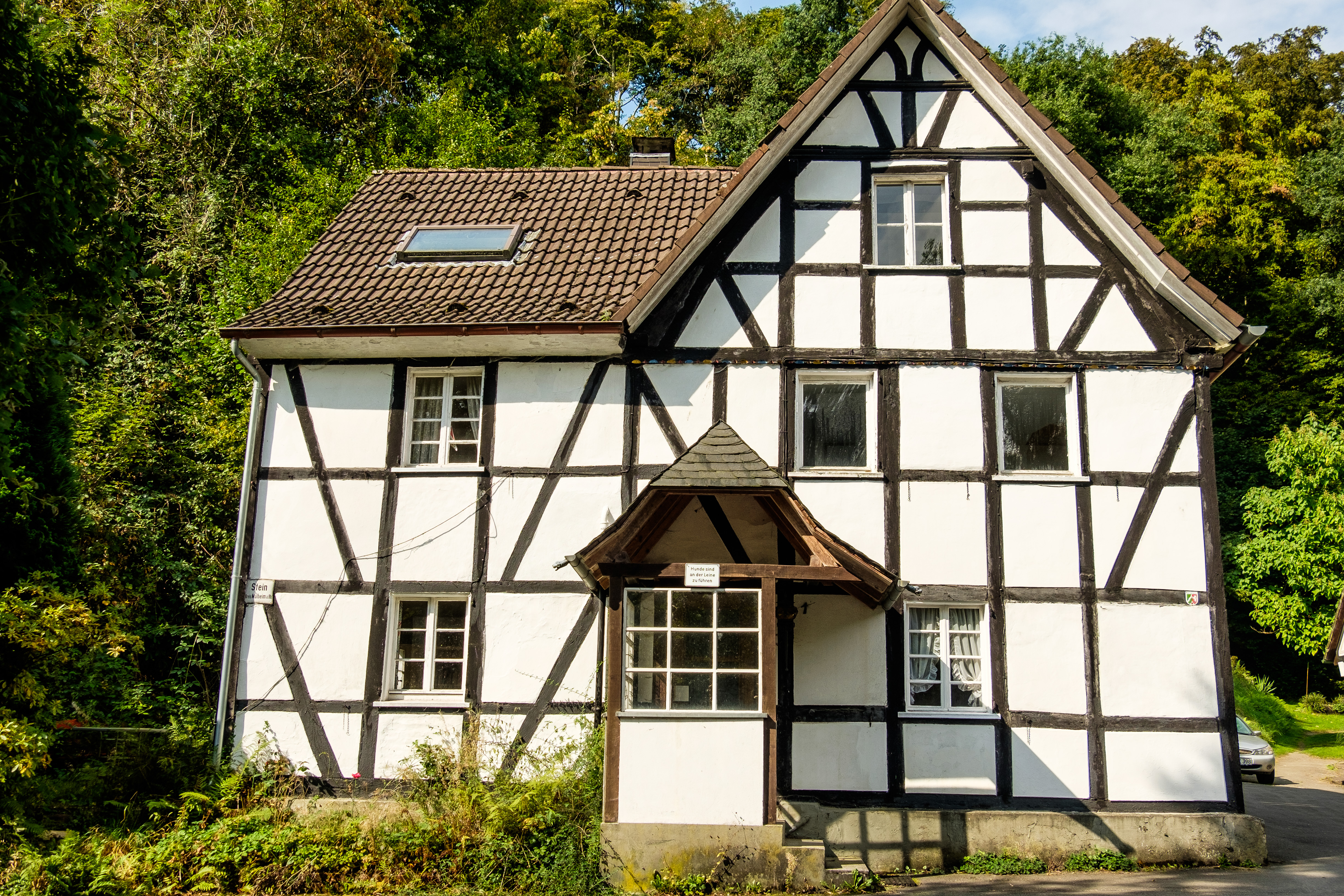
Ansicht Mühlenweg 1
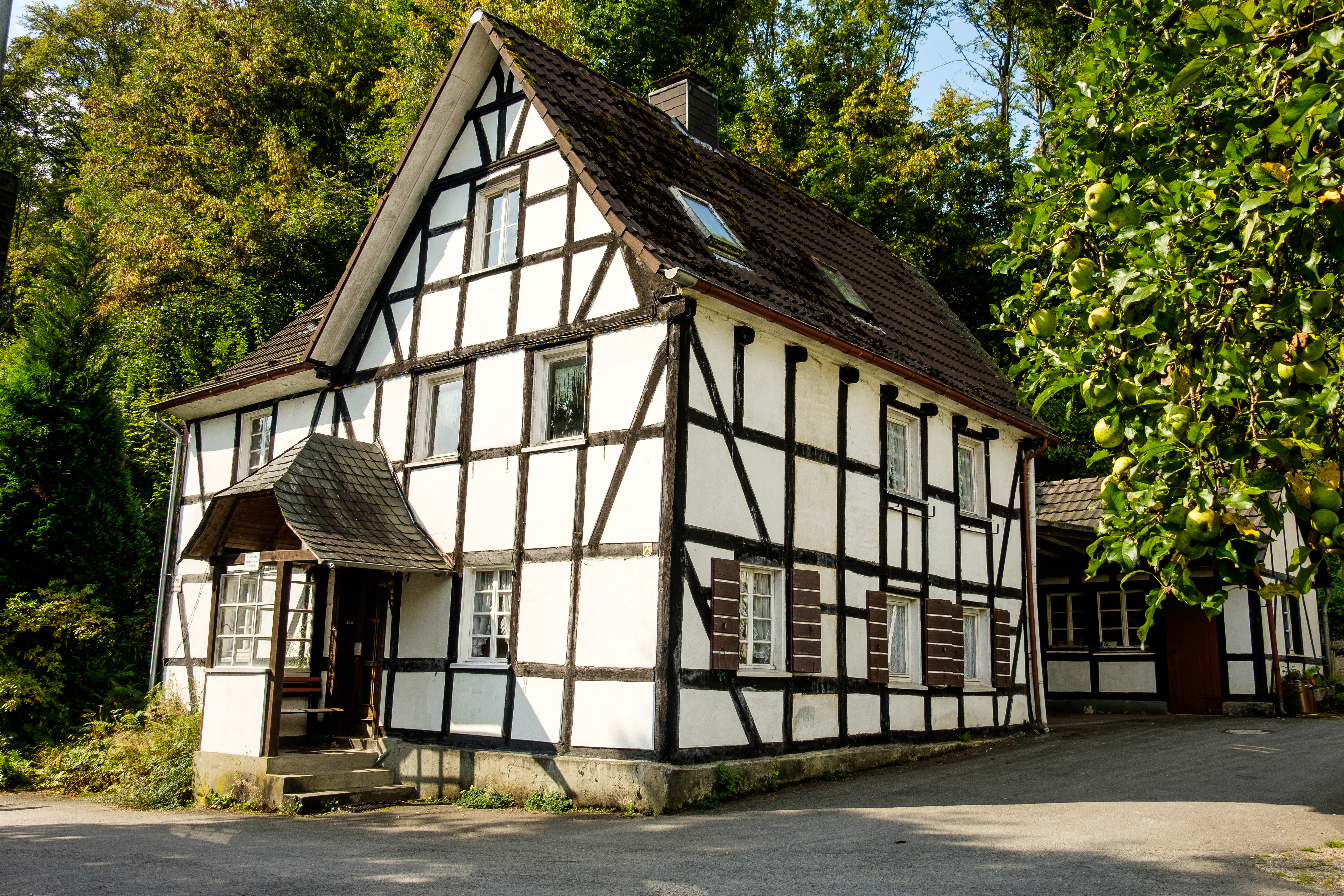
Ansicht Mühlenweg 1
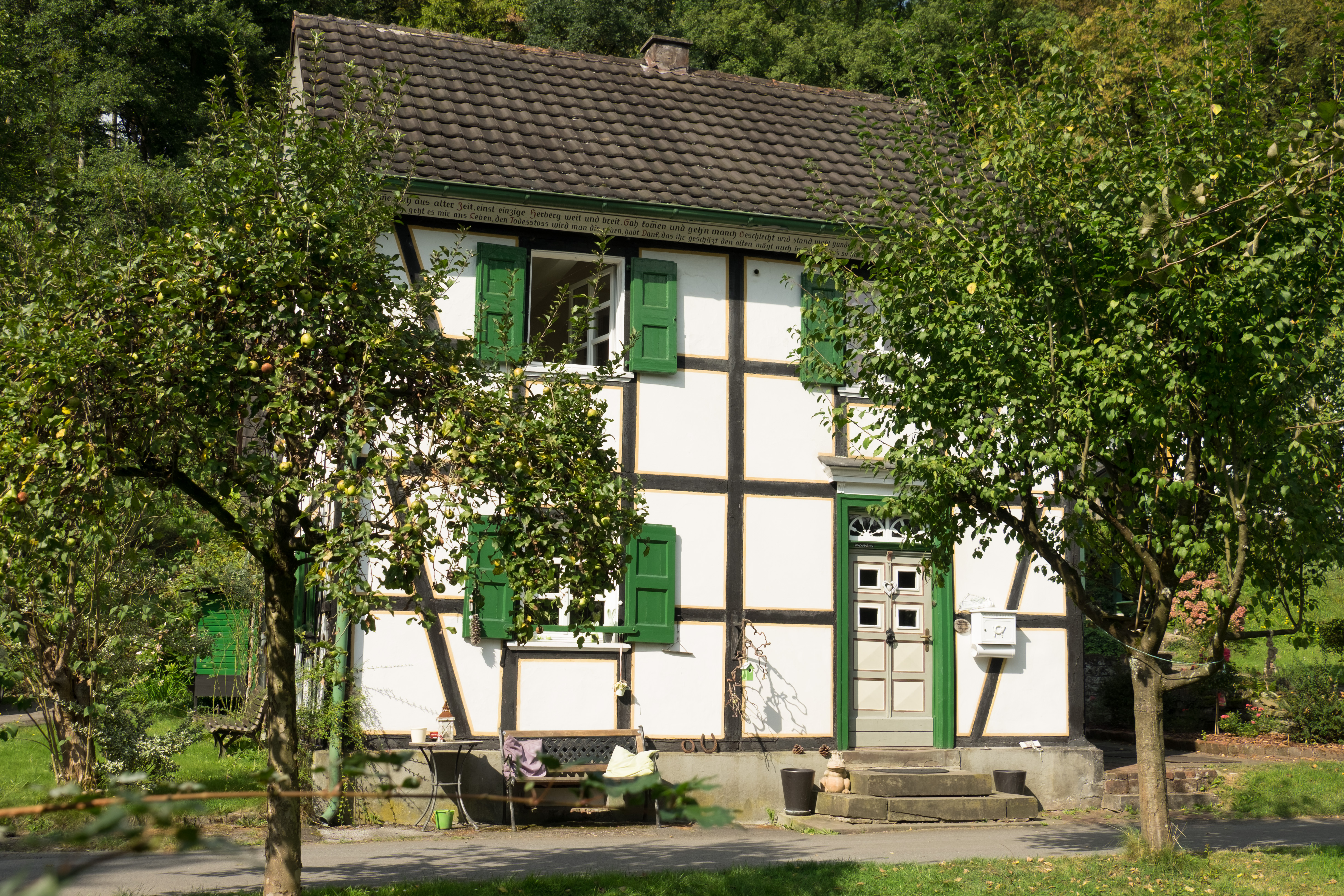
Ansicht Mühlenweg 5
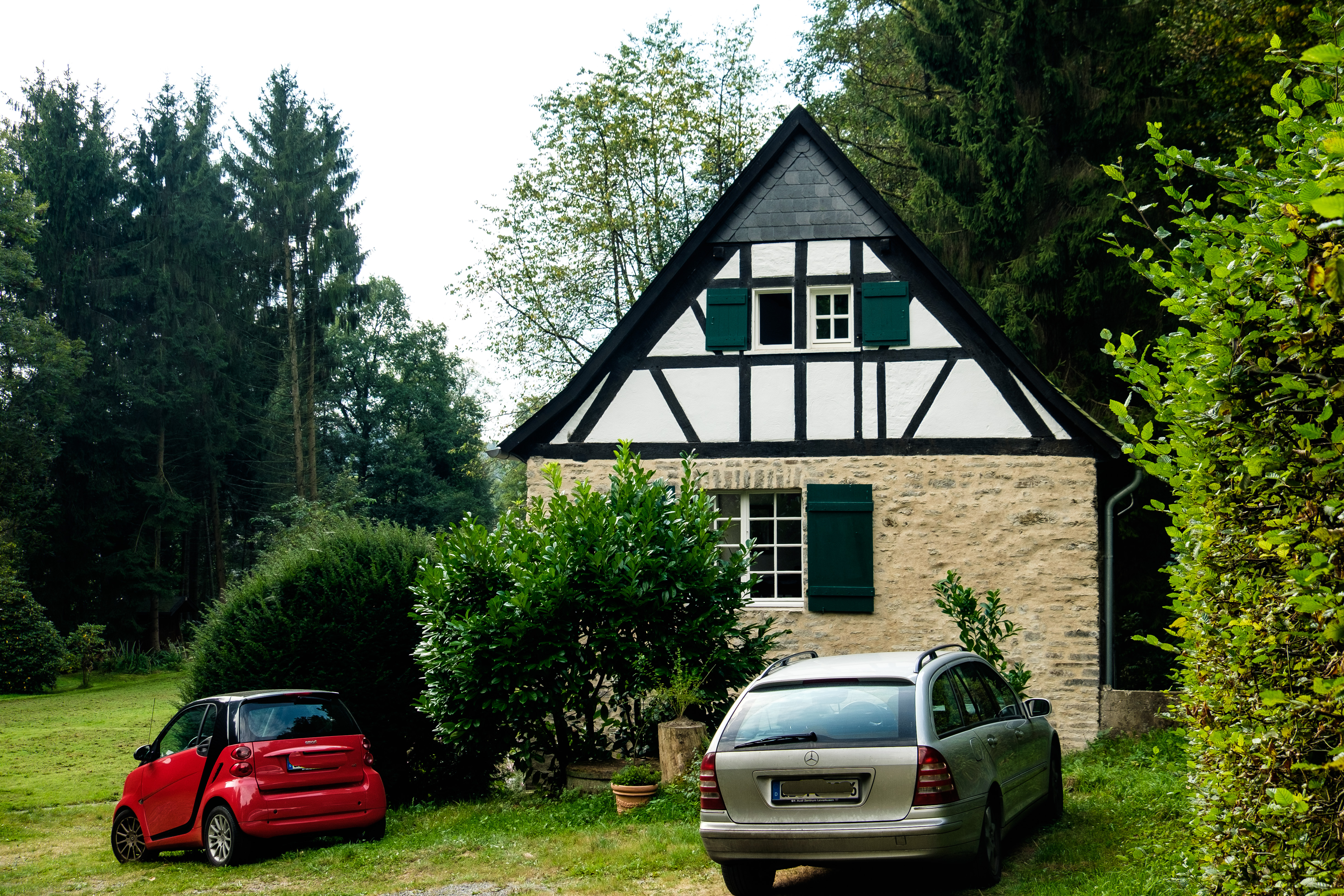
Ansicht Steiner Mühle

## Museum
Das Ensemble beinhaltet unter anderem ein Mühlenmuseum.